# Somzée
Somzée (en wallon Somzêye) est une section de la ville belge de Walcourt située en Région wallonne dans la province de Namur.
C'était une commune à part entière avant la fusion des communes de 1977.

## Géographie
La commune, située sur la N5, est bornée au nord par Tarcienne, à l’est par Thy-le-Bauduin, au sud par Laneffe et à l’ouest par Gourdinne.

## Évolution démographique
- Source: DGS, 1831 à 1970=recensements population, 1976= habitants au 31 décembre

## Histoire
À l'époque du royaume uni des Pays-Bas, l’arrêté royal du 16 avril 1819 dispose que les communes de Somzée et de Saint-Maert sont réunies. En effet, sous le régime français, en 1800, Saint-Maert était une petite commune indépendante de 45 habitants. Somzée comptait 170 habitants. Saint-Maert, petit hameau de Somzée de 17 maisons entremêlées, se situait aux environs l’actuel Pont des diables. En 1819, année de son rattachement à Somzée, le hameau de Saint-Maert compte 69 habitants et Somzée 275.

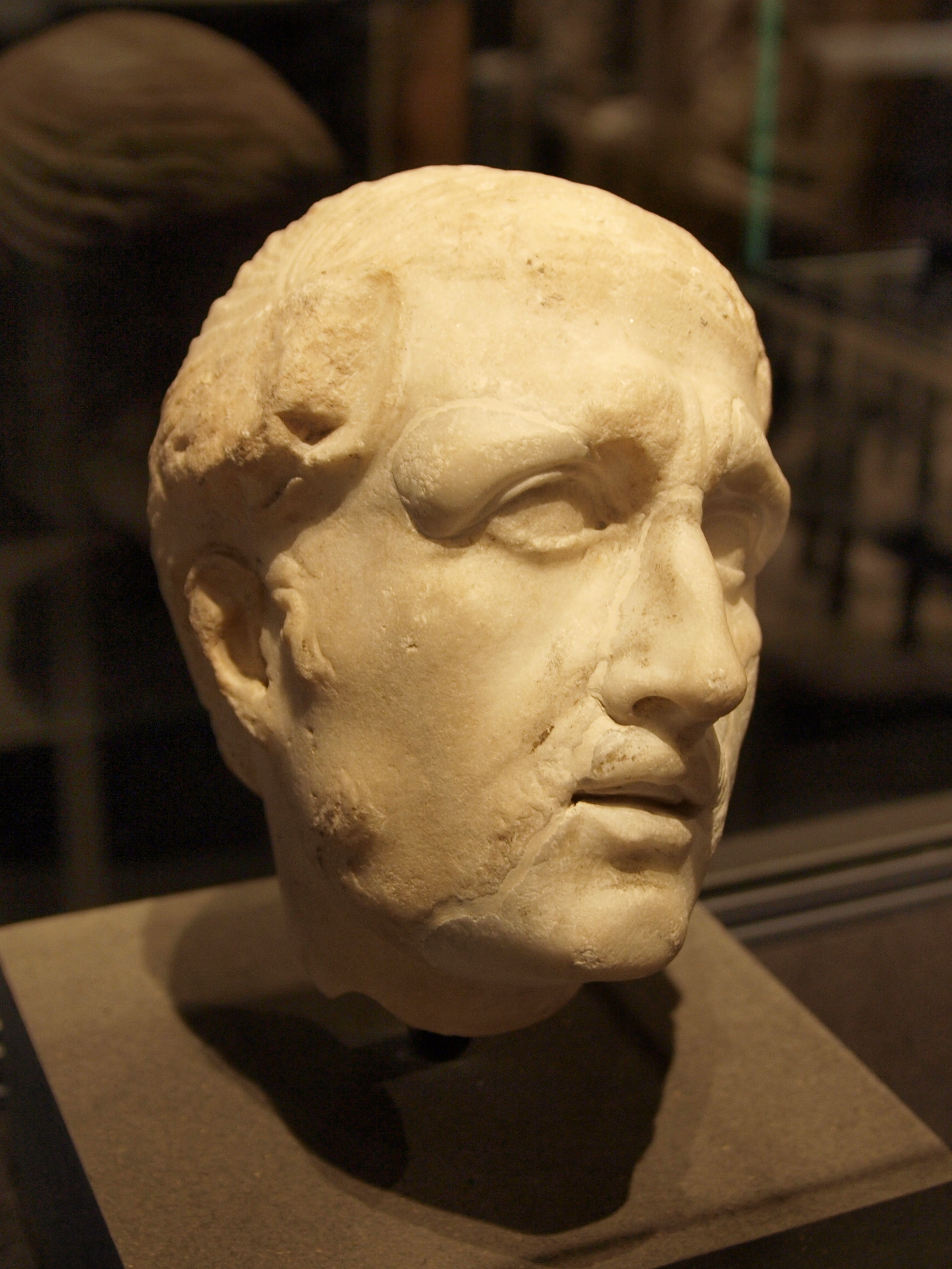
Tête de Germain avec un chignon suève, trouvée à Somzée, de la fin du Ier siècle avant Jésus-Christ au début du IIe siècle.

La paroisse — Le domaine de Somzée (Sumulceias) est déjà cité dans la 1re version du pouillé des biens de l'abbaye de Lobbes en 868-869 mais c’est seulement en 1247 que l’église de Somzée, qui dépend du chapitre de Fosses, devient une paroisse autonome. De 1801 à 1842, celle-ci dépend de Laneffe.
Somzée fait partie de la terre de Thy-le-Château (comté de Namur) mais est tenu en fief de la Cour féodale de Morialmé (principauté de Liège), situation qui va engendrer des rivalités durant tout l’Ancien Régime. En outre, une partie de la localité — la seigneurie de Saint-Maert — relève de la prévôté d'Hanzinne, terre ecclésiastique, liégeoise de surcroît.
Le village faisait partie des « dix-sept villes » dont le Prince-Évêque de Liège s'empare en 1343, pour ne les restituer qu'en 1446 au comté de Namur que vient d'acheter le duc de Bourgogne, Philippe le Bon.
En 1830, les 339 habitants, répartis dans 64 maisons et 4 fermes, possédaient 66 chevaux, 17 poulains, 139 bêtes à cornes, 49 veaux, 38 porcs et 260 moutons.
De 1904 à 1970, des Sœurs de la Doctrine Chrétienne de Nancy ont ouvert une école pour les filles.
Le 25 août 1914, trente maisons ont été incendiées par l’envahisseur allemand.
En 1977, la commune a été fusionnée avec Walcourt.

## Patrimoine et folklore

### Patrimoine architectural
- Eglise Saint-Maurice. Edifice construit en 1860 en style éclectique[5].
- Ferme des Trois Fontaines, rue Basse. Ensemble en U des XVIIe, XVIIIe et XIXe siècles[6].
- Chapelle Saint-Roch, rue Belle-Vue. Petit édicule en style néo-classique de la 2e moitié du XIXe siècle[6].

### Folklore
Si les hommes de la commune ont toujours participé à la Marche Saint-Éloi à Laneffe, une marche folklorique existe dans la commune depuis la fin de la seconde guerre mondiale : la Marche Notre-Dame de Beauraing.

## Économie
Outre l’activité agricole, Somzée a traditionnellement vécu de l’extraction de la pierre, et au XIXe siècle de celle du minerai de fer.